# Judyta z Bretanii
Judyta z Bretanii (982–1017) – córka Conana I, księcia Bretanii i Ermengardy, córki Gotfryda I, hrabiego Andegawenii. 

## Życiorys
W 996 roku wzięła ślub w Mont Saint-Michel z Ryszardem II, księciem Normandii. Jej małżeństwo było częścią szerszego planu politycznego, który miał zbliżyć Ryszarda i jej brata Godfryda I, księcia Bretanii, który z kolei wziął za żonę siostrę Ryszarda Jadwigę. 
Jako wiano Ryszard nadał swej żonie tereny poza jego ośrodkiem jego ziem, jakim była Górna Normandia. Podzielone były one na trzy bloki. Pierwszy z nich obejmował tereny wokół Bernay, nad rzeką Charentonne. Judyta założyła tam opactwo, które stało się miejscem jej pochówku. Majątek wokół Bernay obejmował: dwadzieścia jeden kościołów, dziewiętnaście młynów i trzynaście pól z niewolnikami. Drugim kluczem jej posiadłości były tereny wokół Thury-Harcourt i rzeki Laize. Ostatnim terenem będącym w posiadaniu Judyty były ziemie w północnej części półwyspu Cotentin przy ujściu rzeczki Diélette. Wszystkie ziemie wchodzące w skład wiana Judyty były słabo rozwinięte ich rozwój nastąpił dopiero po powrocie do książęcej domeny
Powiła Ryszardowi szóstkę dzieci:
- Ryszard III (997 - 3 lutego 1028), książę Normandii
- Robert I Wspaniały (ok. 1000 - 2 lipca 1035), książę Normandii
- Wilhelm (zm. 1025), zakonnik w Fécamp
- Adelajda, żona Renalda I, hrabiego Burgundii
- nieznana z imienia córka (późne źródła dają jej imię Eleonora), żona Baldwina IV, hrabiego Flandrii
- Matylda (zm. 1033)

Zmarła w 1017 i została pochowana w założonym przez siebie opactwie w Bernay.